# Eupithecia ochrovittata
Eupithecia ochrovittata är en fjärilsart som beskrevs av Hugo Theodor Christoph 1914. Eupithecia ochrovittata ingår i släktet Eupithecia och familjen mätare. Inga underarter finns listade i Catalogue of Life.